# Iguanodon
 Iguanodon  („Leguanzahn“) ist eine zur Gruppe der Ornithopoda gehörende Gattung der Dinosaurier aus der frühen Kreidezeit und der größte und bekannteste Vertreter der Iguanodontidae. Aufgrund der relativen Häufigkeit der Funde und einer angenommenen vergleichbaren Lebensweise spricht man beim Iguanodon und seinen Hadrosauridae-Verwandten oftmals von den „Kühen der Dinosaurierzeit“.

## Entdeckung und Beschreibung
Fossile Knochen von Iguanodon sind die ersten sicher zuweisbaren Dinosaurierfossilien, die je gefunden wurden. Bereits im Jahr 1809 sammelte der Geologie-Pionier William Smith in der Gegend von Cuckfield in Sussex bei seinen Erkundungen der Geologie von Großbritannien unter anderem das Fragment eines großen Schienbeinknochens (Tibia) auf. Mehr als 150 Jahre lag das Stück weitgehend unbeachtet in der Sammlung des Naturkundemuseums in London und wurde erst 1970 als Überrest von Iguanodon identifiziert.
1822 entdeckte der Arzt Gideon Mantell in der gleichen Gegend mehrere Zähne des Tieres. Für die oftmals geschilderte Version, dass Mantells Frau die Stücke gefunden habe, während sie auf die Rückkehr ihres Mannes von einem Patienten wartete, gibt es hingegen keinen Beleg. Möglicherweise hatte Mantell von Smiths Funden erfahren und hat gezielt bei Cuckfield nach fossilen Knochen gesucht. Mantell erkannte sofort, dass es sich um den Zahn eines großen ausgestorbenen pflanzenfressenden Reptils handelte, veröffentlichte aber erst nach umfangreichen Recherchen 1824 die erste Beschreibung. Auf Grund der Ähnlichkeit der gefundenen Zähne mit denen der heutigen Leguane nannte er das Tier Iguanosaurus („Leguan-Echse“). Im folgenden Jahr gab er der Gattung den heute gültigen Namen.

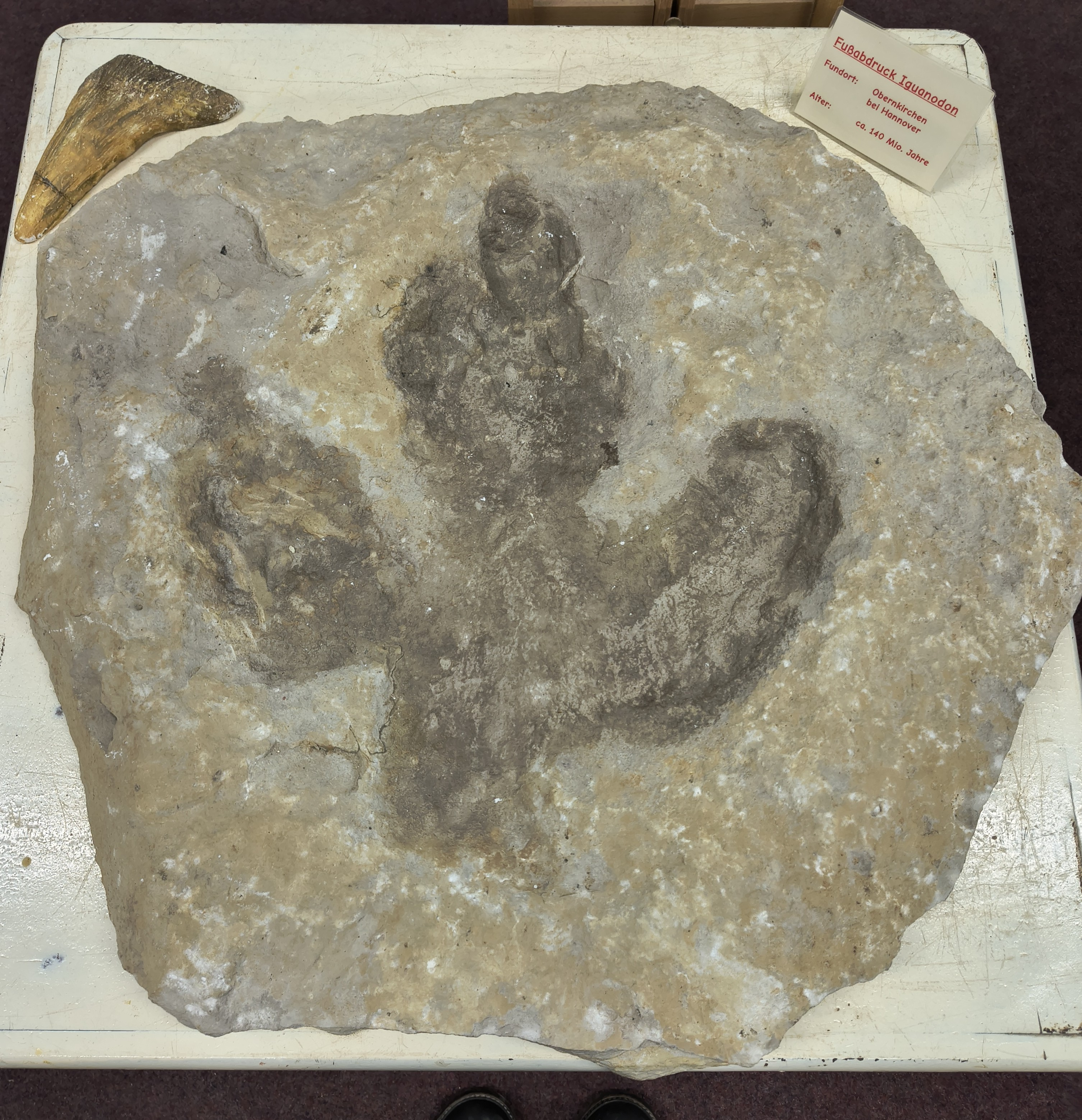
Versteinerter Hinterfußabdruck eines Iguanodon

Das Tier wurde zunächst einem Leguan ähnelnd auf vier Beinen laufend gezeichnet. Wenig später wurde aufgrund der Tatsache, dass die vorderen beiden Gliedmaßen deutlich kleiner sind als die hinteren, eine Känguru-artige Haltung und Fortbewegung auf den zwei Hinterbeinen postuliert, wobei der kräftige Schwanz als Stütze zum Einsatz kommen sollte. Erst im Jahr 2000 wurde die Bedeutung der Sehnenansätze an den Wirbelkörpern des Schwanzes erkannt, die darauf hindeuten, dass der Schwanz weniger beweglich gewesen sein muss als früher angenommen. Er wurde wohl meistens waagerecht gehalten und diente als Gegengewicht zum nach vorne gebeugten Rumpf, weshalb nun wiederum eine vierbeinige Fortbewegungsweise für wahrscheinlich gehalten wird, mit allenfalls kurzzeitigen Phasen schnellen Laufens auf nur zwei Beinen, beispielsweise bei der Flucht vor Feinden (siehe Lebendrekonstruktion oben, aus dem Jahr 2013).
Bekannt ist das Tier auch für seine Daumen, die die Form eines Dorns hatten und wohl als Waffe dienten. Der spitze Daumenknochen wurde anfänglich für ein Horn gehalten und bei den ersten Rekonstruktionen auf die Nase platziert.

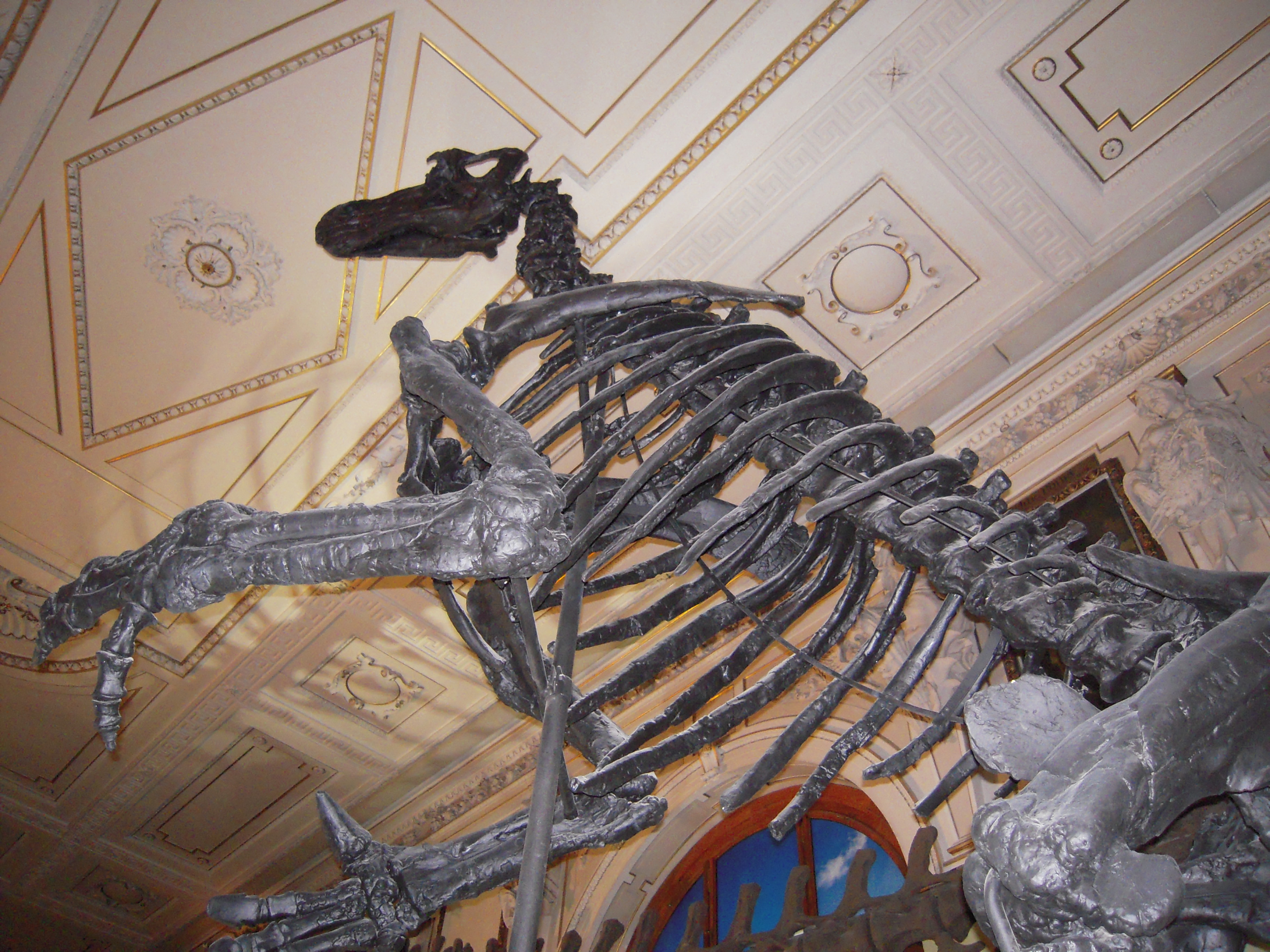
Skelettrekonstruktion eines Iguanodon im Naturhistorischen Museum Wien

Das 8 m lange Tier war aufgerichtet 5 m hoch und wog bis zu 4,5 Tonnen. Die Hände hatten je 5 Finger, die Füße je 3 Zehen.
Überreste von Iguanodon konnten in Westeuropa, Mitteleuropa, Rumänien, Nordamerika, Nordafrika und in der Mongolei freigelegt werden. In Dorset, Großbritannien, sind 24 cm breite Fußabdrücke gefunden worden. Sehr bekannt ist die Fundstätte in einem Kohlebergwerk nahe der belgischen Gemeinde Bernissart, wo man von 1877 bis 1878 in 322 Meter Tiefe die Fossilien von insgesamt 31 Individuen barg. Sie wurden damals von Louis Dollo beschrieben und rekonstruiert. Auch in Deutschland wurden Knochen von Iguanodon entdeckt. Bei Ausgrabungen im Briloner Ortsteil Nehden kamen sogar zwei Skelette von Jungtieren ans Tageslicht.
Der Nomenklatorische Typus war anfangs I. anglicus, doch die Art war nur mit einem einzelnen Zahn belegt. Da auch später kein vollständiges Skelett gefunden wurde, legte die ICZN den Nomenklatorischen Typus im Jahre 2000 auf I. bernissartensis neu fest, der durch die zahlreichen gut erhalten belgischen Funde weitaus besser belegt ist.
I. bernissartensis ist der einzige gesicherte Vertreter der Gattung Iguanodon, bei allen anderen Arten besteht großer Zweifel der Zuordnung zu dieser Gattung.

## Bilder

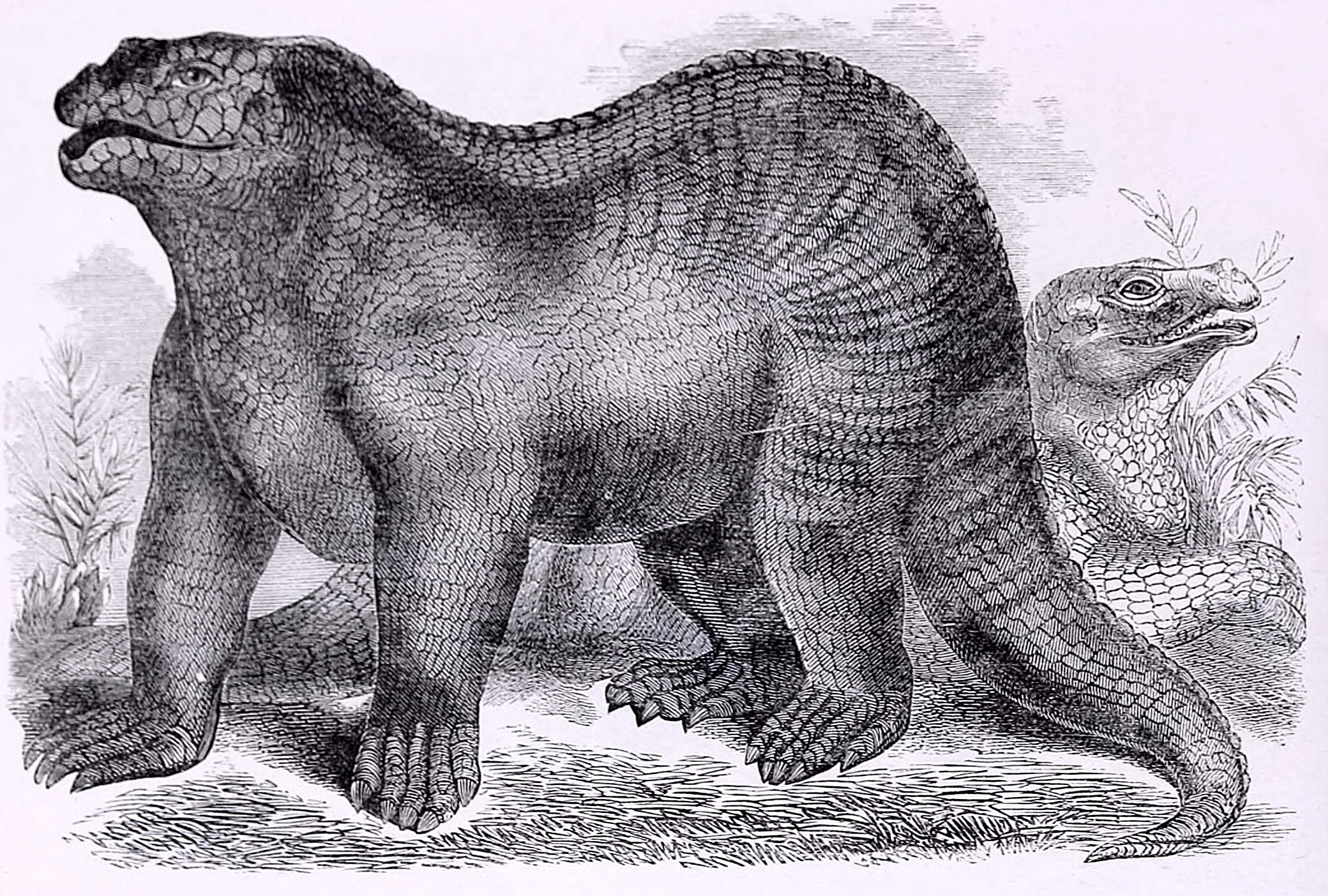
Zeichnerische Darstellung von Iguanodon nach Samuel Griswold Goodrich (1859)
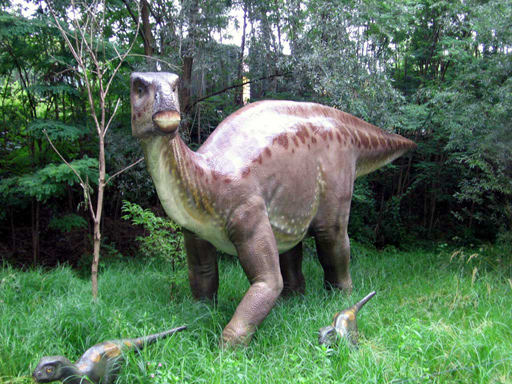
Modell eines Iguanodon mit Jungtieren im „Dinopark“ in Fürth (Bayern)
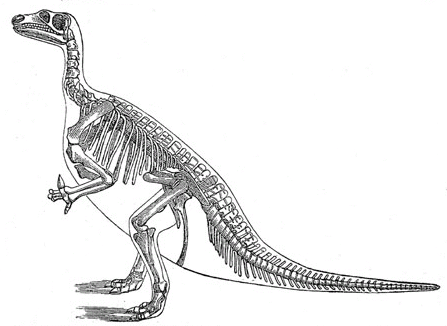
Iguanodon-Skelett mit Umriss, hier in der früher angenommenen „Känguruh-Haltung“
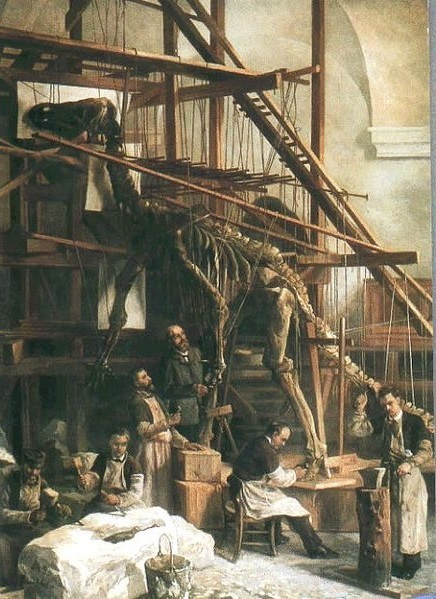
Léon Becker (1826–1909): Louis François De Pauw überwacht die erste Rekonstruktion eines Iguanodon in Brüssel. Ölgemälde aus dem Jahr 1882, Museum für Naturwissenschaften, Brüssel
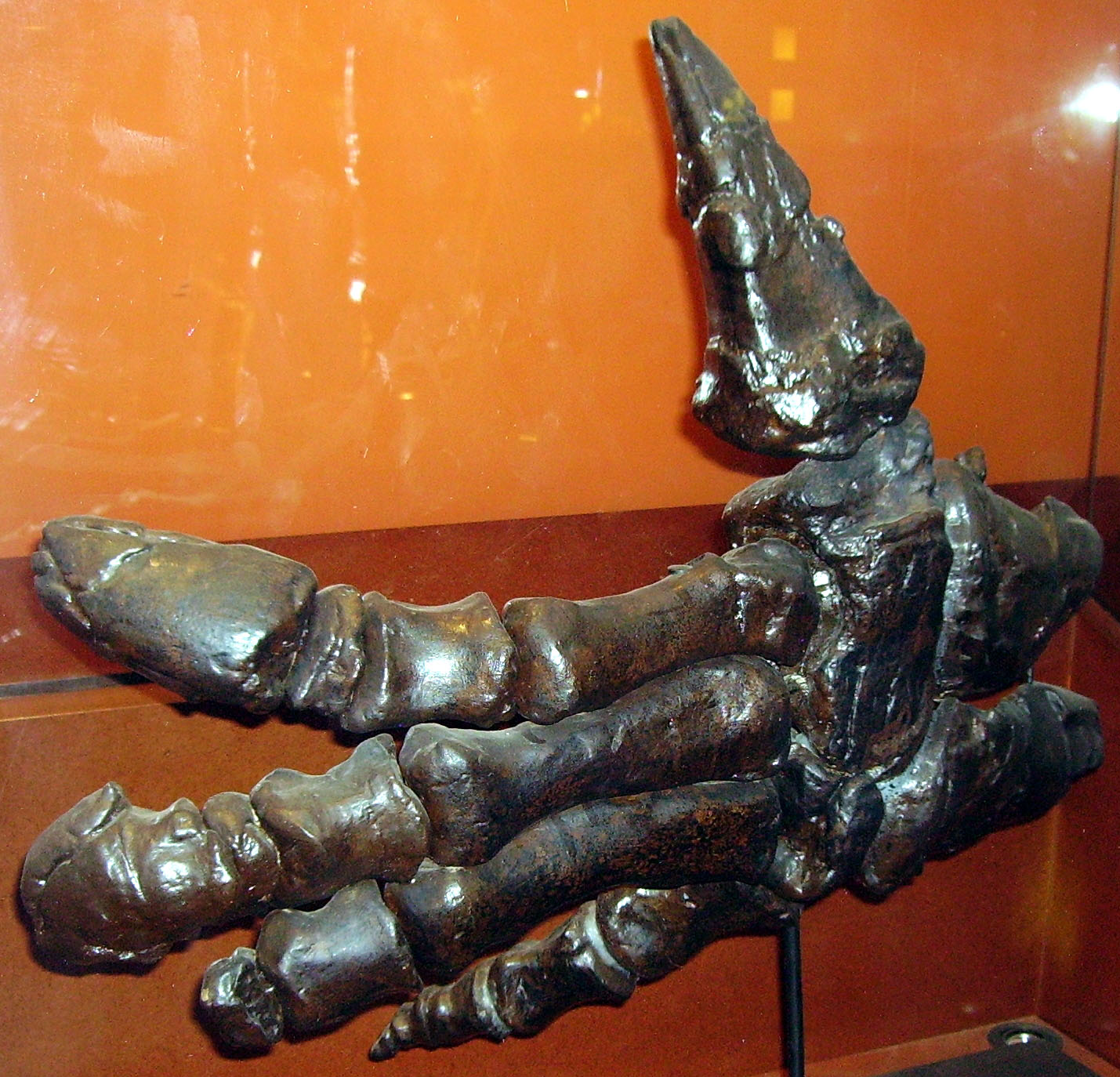
Hand von Iguanodon
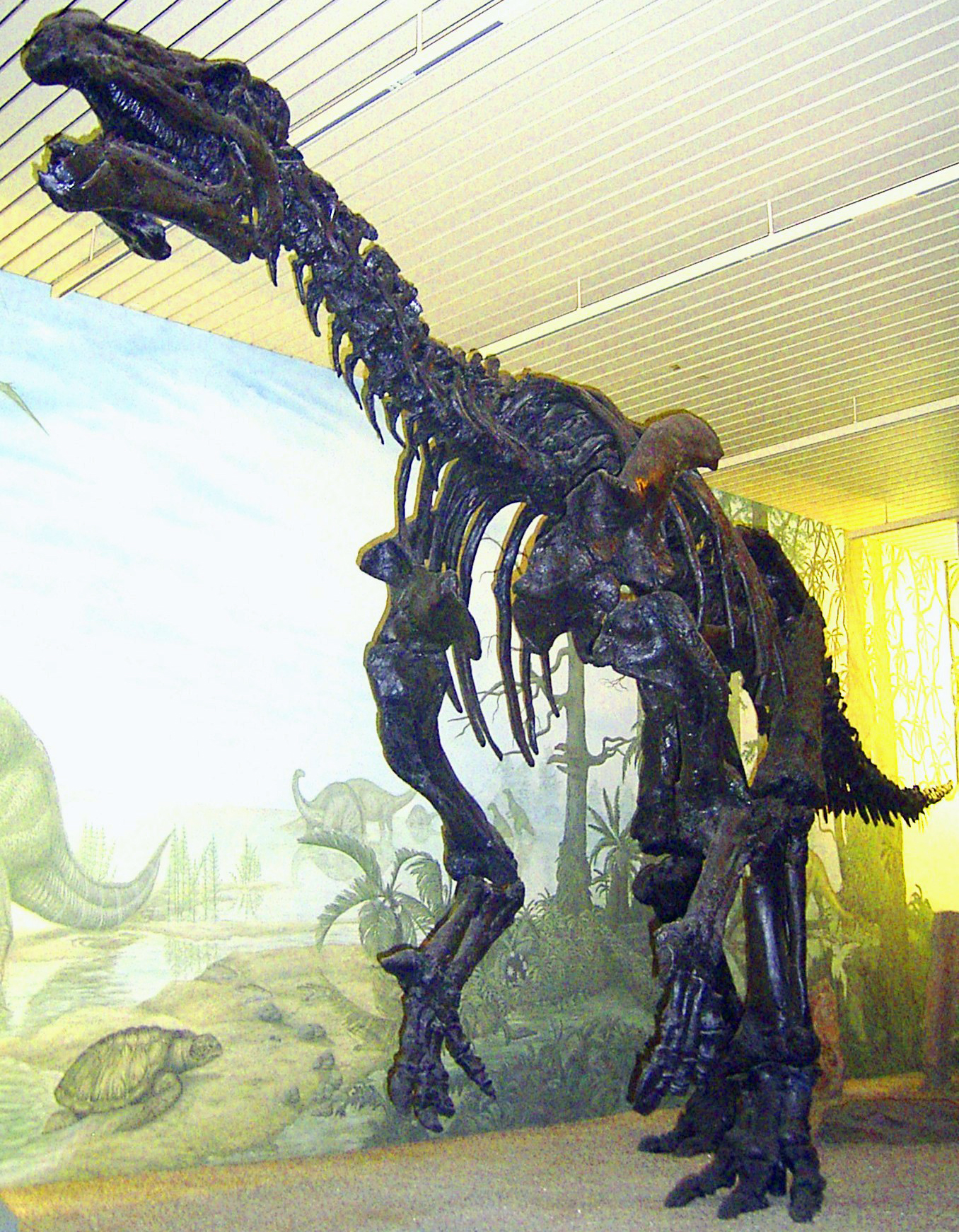
Abguss eines Skeletts
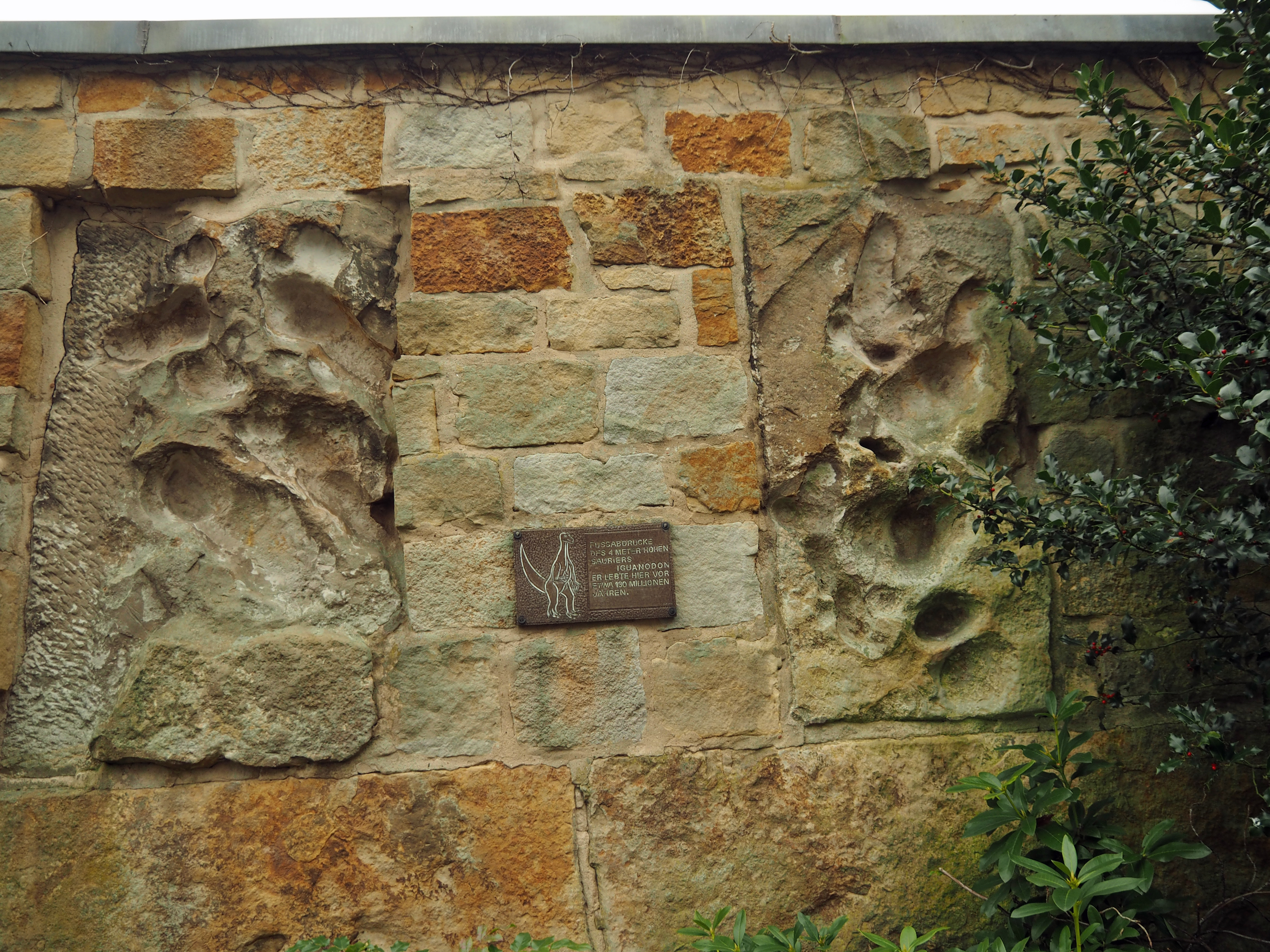
Fußspuren eines Iguanodon